# Ploom
Ploom, разработан компанией Japan Tobacco Inc. (JTI) в 2016 году. Это инновационное устройство для нагревания табака, сочетающее в себе элементы традиционных и электронных сигарет. В устройстве используется технология, позволяющая нагревать табак без его сжигания. Поскольку его возгорания не происходит, концентрация вредных компонентов, предположительно, ниже, чем в сигаретном дыме.

## История
Изначально Ploom был разработан в Калифорнии в 2007 году Джеймсом Монсисом и Адамом Боуэном. С 2011 года JTI начала сотрудничество с основателями, а в 2015 году приобрела патенты и права на товарные знаки. Компания же продолжила свое развитие как Pax Labs.
В 2016 году JTI запустила устройство на японском рынке, а затем и в других странах, включая Великобританию и Италию.
Ploom предлагал разные модели устройств, использующих гибридную технологию для нагревания табака PloomTech, также известный в США как Logic Vapeleaf. На протяжении своего развития столкнулся с рядом проблем регулирования допуска к продаже табачных продуктов и разработок. Этот процесс оценивает общественное влияние продукта, включая его потенциал для помощи взрослым курильщикам и его влияние на употребление среди молодежи, но в конце концов получил одобрение FDA в марте 2022 года.

## Модели
- Ploom Tech (март 2016, Япония)[6]: нагревает табак при низкой температуре в 30 градусов Цельсия. Использует табачные капсулы.
- Ploom Tech Plus (ноябрь 2016, только Япония)[5]: Улучшенная версия предыдущей модели — нагревается до 40 градусов Цельсия, проще в управлении, выделяет меньше запаха, мощнее. Также использует табачные капсулы.
- Ploom S (январь 2019, Великобритания, Италия, Россия, Япония): Использована новая запатентованная технология нагрева табака HeatFlow[1] Устройство высокотемпературного нагрева (до 200 градусов Цельсия). Изменен дизайн — теперь изогнутая эргономичная форма. Устройство легко чистить и обслуживать, используются табачные стики.
- Ploom X[7] (август 2021, Италия, Великобритания, Португалия, Литва, Чехия, Швейцария, Япония, Казахстан): работает при высокой температуре нагрева, 300 градусов Цельсия. Минималистичный дизайн, эргономичная форма для интуитивно понятного управления, используются табачные стики. В некоторых регионах были представлены модели с Bluetooth для проверки уровня заряда батареи и функции блокировки.
- Ploom X Advanced[4] (ноябрь 2023, Европа, Япония): Это модель с усовершенствованной технологией нагрева под названием «Power Heatflow», которая увеличивает максимальную температуру нагрева с 295 до 320 градусов Цельсия.

## Маркетинг
JTI продвигает Ploom как менее вредную и более удобную альтернативу традиционному курению, используя социальные сети, рекламу и маркетинг с участием инфлюенсеров. В частности, Ploom X добился значительного успеха в Японии, завоевав заметную долю рынка.

## Научное понимание
Всемирная организация здравоохранения относит все системы нагревания табака к табачным продуктам. Эксперты уточняют, что сокращение воздействия вредных химических веществ в системах нагревания табака не делает их полностью безвредными
Исследования воздействия на здоровье продуктов на основе нагреваемого табака продолжаются, при этом некоторые из них указывают на меньшее воздействие вредных химических веществ по сравнению с традиционными сигаретами, однако долгосрочные последствия для здоровья остаются неопределенными, научное сообщество продолжает наблюдение.

## Снижение вреда
На данный момент не существует доказательств, что с помощью систем нагревания табака проще отказаться от никотина. Их долгосрочный эффект на организм не определён до конца. ВОЗ и ряд экспертов связывают стратегии «снижения вреда» с попытками табачной индустрии подорвать борьбу против табачной эпидемии, включая успешное осуществление Рамочной конвенции ВОЗ.

## Перспективы на будущее
Масамичи Терахата, генеральный директор группы JT, подчеркнул, что компания будет инвестировать в разработки, чтобы поддержать расширение Ploom X как в плане доли рынка, так и географического охвата. Цель компании — представить Ploom X более чем на 40 рынках к концу 2026 года.
Продолжение инноваций и расширение рынка подтверждают инвестиции компании в предоставление альтернативных методов потребления табака глобальной аудитории. В том числе на рынке США, Japan Tobacco International и Altria, создали совместное предприятие для маркетинга и коммерциализации продуктов с табачными стиками, нагреваемыми без сгорания (HTS), в США с устройствами под брендом Ploom и расходными материалами под брендом Marlboro.